# Tisovec (okres Chrudim)
Obec Tisovec se nachází v okrese Chrudim, kraj Pardubický. Žije zde 347 obyvatel.

## Historie
První písemná zmínka o obci pochází z roku 1545.

## Části obce
- Tisovec
- Dřeveš
- Kvasín
- Otáňka
- Vrbětice